# Bethaniënklooster
Het Bethaniënklooster is een voormalig 15e-eeuws klooster op de Wallen in Amsterdam, gewijd aan Maria van Bethanië (Maria Magdalena). Het is een van de weinige overblijfselen van het middeleeuwse kloostergebied aan oudezijde, naast de Waalse Kerk (de voormalige kapel van het Sint-Paulusbroederklooster) en de Agnietenkapel. Bij zijn grootste omvang omvatte het Bethaniënkloostercomplex het gehele gebied tussen Bloedstraat, Oudezijds Achterburgwal, Oude Hoogstraat en Kloveniersburgwal. Van het klooster bestaat nu nog de noordvleugel in de Barndesteeg.
Het gebouw bestaat uit twee verdiepingen die grotendeels zijn samengevoegd tot één zaal, een crypte (kelder) en een kap die studentenkamers bevat. De overwelfde crypte stamt nog grotendeels uit rond 1450. Het gebouw werd in 1970 aangewezen als rijksmonument.
De straatnamen Bethaniënstraat, Bethaniëndwarsstraat en Koestraat herinneren nog aan het klooster. De naam Koestraat verwijst naar de koeien die door de nonnen werden vetgemest voor de maaltijden van de schutterijen.

## Geschiedenis

### Klooster
Het "Klooster van Sinte Maria Magdalena van Bethaniën" werd aanvankelijk gevestigd buiten de stad door Arent Moey en Wijn Pieter Ghijbertsdr, maar kwam in 1425 binnen de muren te liggen. Het behoorde tot een reeks kloostercomplexen aan oudezijde van de stad, direct achter de stadsmuur langs de Kloveniersburgwal. In 1462 verleende het kapittel van de Haagse Hofkapel het Bethaniënklooster het recht om een eigen kapel te bouwen met een kerkhof en een eigen rector of kapelaan.
Het was een klooster van Augustinessen waar "gevallen" vrouwen boete konden doen voor een losbandig leven. Het klooster werd populair bij het welgestelde deel van de stad en de arme vrouwen maakten plaats voor rijke nonnen en proveniersters. In 1462 woonden er rond 220 vrouwen in het klooster. Ze hielden zich onder meer bezig met het vetmesten van koeien voor schuttersmaaltijden.
In de 16e eeuw ging de populariteit van het klooster achteruit en kwam het in geldnood. Om geld op te brengen, werd een deel van het kloosterterrein verkocht en bebouwd. In 1506 werd de Bethaniënstraat verbreed en door de stad bebouwd, en in 1525 werd de Koestraat door het kloosterterrein aangelegd en bebouwd, waardoor de kapel aan een openbare weg kwam te liggen. In 1535 werd nog een lap grond aan de stad verkocht, en in 1553 werd een groot deel van het patershuis naast de kloosteringang aan de O.Z. Achterburgwal verhuurd.

### Latere functies

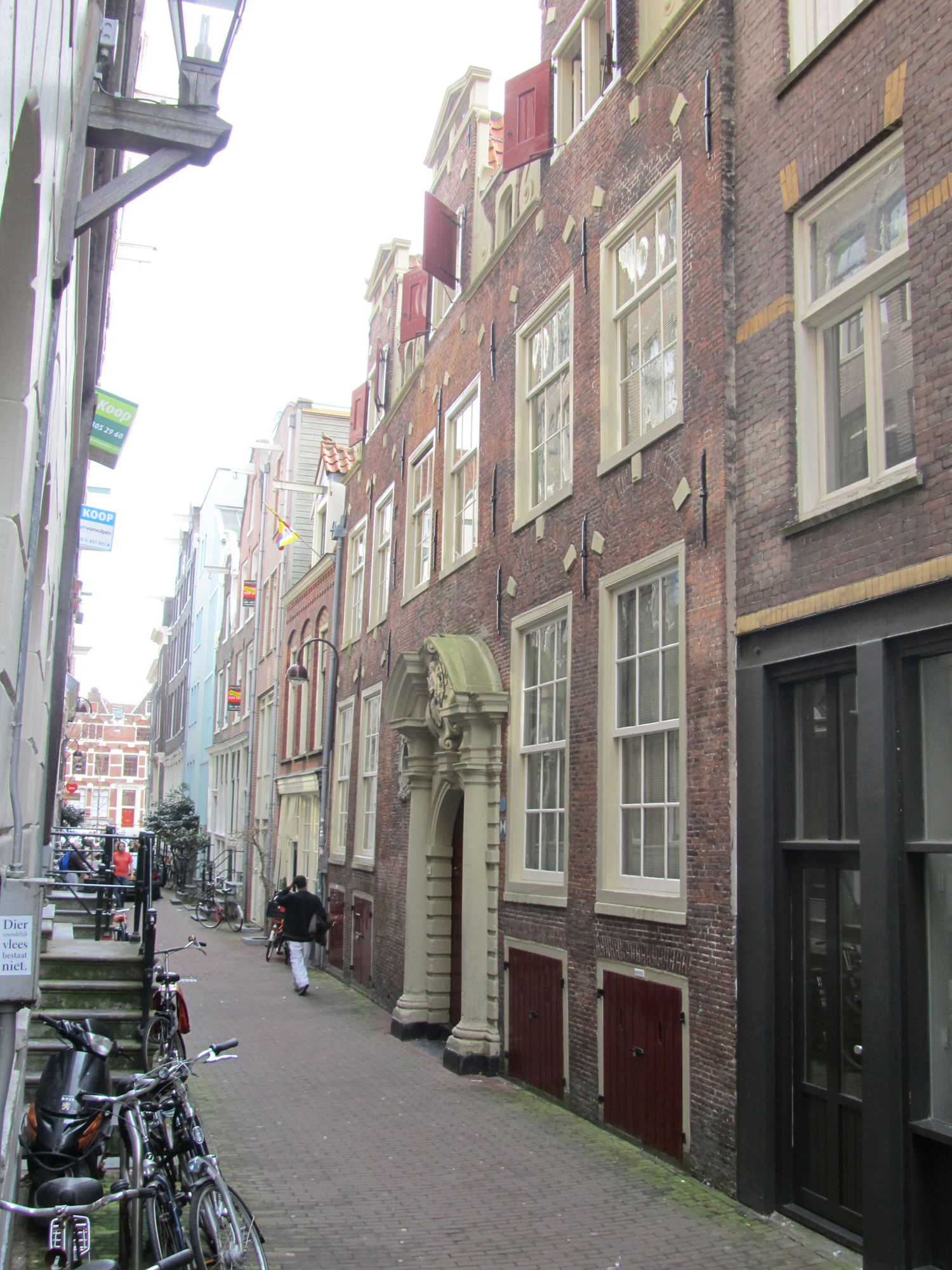
Het Wijnkopersgildehuis

Na de Alteratie in 1578 werd het kloosterterrein door de stad onteigend en in 1585 werd de kloosterorde opgeheven. De negen zusters die nog in het klooster woonden, vonden onderdak in het Begijnhof of bij het Clarissenklooster. Het klooster werd in gebruik genomen als woonruimte. In de ene helft van het klooster kwam de schilder en uitvinder Jan van der Heyden te wonen en in de andere helft de schilder Johannes van der Capelle. Op het voormalige kloosterterrein werden nieuwe huizen gebouwd. Op een van de erven woonde Jan Pieterszoon Sweelinck. Drie woonhuizen die rond 1551 aan de Koestraat werden gebouwd, werden in 1633 samengetrokken en in gebruik genomen als gildehuis van het wijnkopersgilde, het nog bestaande Wijnkopersgildehuis.
In 1594 vestigde de Latijnse School voor de oudezijde zich in het schip van de voormalige kloosterkapel. Deze school werd in 1678 samengevoegd met de Latijnse School aan nieuwezijde tot één school, de voorloper van het huidige Barlaeus Gymnasium.
In het klooster was een tijd een herberg gevestigd. In 1736 werd de helft van het klooster afgebroken en vervangen door drie huizen; de rest van het klooster werd in delen verkocht. Van het klooster rest tegenwoordig alleen nog een deel van het gebouw aan de Barndesteeg.
In de 18e eeuw was een schuilkerk gevestigd in het pand aan de Barndesteeg. De oudkatholieke parochie kocht het pand in 1705 en richtte het in als schuilkerk gewijd aan de heiligen Petrus en Paulus. Hierbij werd de vloer tussen de eetzaal (refectorium) en de slaapzaal (dormitorium) daarboven grotendeels weggesloopt om een grote kerkruimte te creëren. De schuilkerk kreeg de bijnaam "De Ooievaar" naar de gevelsteen, ooit geplaatst door Marcus de Vogelaar, grootvader van de weduwe Jacoba Roch-van Erp die het pand in 1705 verkocht. De preekstoel uit de schuilkerk staat nu in de Oudkatholieke Kerk aan Ruysdaelstraat 39 die in 1914 gebouwd werd ter vervanging van de schuilkerk.
In de 20e eeuw had het gebouw verschillende bestemmingen. Rond 1970 was er een timmerwerkplaats gevestigd. Het gebouw was echter zo bouwvallig geworden dat het moest worden ontruimd. Het werd opgekocht door de gemeente in afwachting van restauratie. Op initiatief van onder meer Geurt Brinkgreve werd de Stichting Bethaniënklooster opgericht (inmiddels gefuseerd met de Stichting Jan Pietersz. Huis), die het gebouw restaureerde. In de nok van het gebouw kwamen tien kamers voor muziekstudenten, en de oorspronkelijke eetzaal werd in gebruik genomen als concertzaal.